# 東森財經新聞台
EBC東森財經新聞，是東森電視旗下的財經新聞頻道。前身為東森新聞S台，2006年7月19日正式復播。

## 沿革
- 1996年，力霸友聯全線成立「力霸友聯U3頻道」，轉播中華職籃賽事及播映其他體育節目，也播映少部分電視動畫（《洛克人》等）。之後，力霸友聯全線成立頻道家族「友聯衛星電視台」（UTV），U3先更名為「UTV體育台」、後更名為「UTV育樂台」。
- 1997年9月1日，力霸友聯全線更名為東森傳播事業股份有限公司，友聯衛星電視台同時改名為「東森電視台」（Eastern TV），UTV育樂台改名為「東視育樂台」。
- 1998年7月6日，東森電視改用ETTV商標，東視育樂台改名為「東森育樂台」。
- 2000年10月16日，東森財經新聞台前身之一「東森新聞S台」開播，頻道位置繼承東森育樂台，定頻在有線電視第46頻道，首任台長鄭吉崇[2]。
- 2001年，東森新聞S台移至第44頻道。
- 2005年，東森新聞S台由原本44頻道移至57頻道。
- 2005年8月4日零點，東森新聞S台由於沒有通過行政院新聞局的換照許可，被勒令停播，多數系統業者改播大禾多媒體的超級X台。
- 2006年7月19日，東森新聞S台復播。
- 2007年7月14日，東森新聞S台更名為ETtoday財經生活台，總編輯蔡慶輝以「富足快樂的台灣，我們的願望」為頻道標語，節目走向改為生活與財經資訊[3]。
- 2008年12月15日，ETtoday財經生活台改名為「東森財經新聞台」。
- 2014年1月1日至2023年12月30日，東森財經新聞台承接第4屆公益彩券開獎，並安排《57彩券王》供轉播彩券開獎。
- 2014年9月27日起，啟用高畫質版本頻道「東森財經新聞台HD」。
- 2014年10月，東森財經新聞台升級為高畫質版本（需用數位有線電視機上盒收看）。
- 2015年11月10日，更換台標為「EBC東森財經新聞HD」。
- 2016年9月5日，原本網路直播只播出《股動錢潮》，改為24小時播出。
- 2019年4月29日，廖慶學主持的《夢想街57號 全能事務所》停播。
- 2019年5月19日，《蘋果新聞網》踢爆，廖慶學主持的《夢想街57號 全能事務所》與徐俊相主持的《57爆新聞》被陳斐娟主持的新節目《這！不是新聞》排擠而停播，《夢想街57號 全能事務所》與《57爆新聞》的工作人員還因此被調去《這！不是新聞》，不料大家都選擇離職，最後只有二名工作人員留下來幫忙陳斐娟，但由於人還是補不齊，導致《這！不是新聞》遲遲未開錄[4]。但東森財經新聞台台長李惠惠發聲明回應，在新節目的籌備及原有節目的人力調動過程中，有二名員工離職，財經台也曾與提出辭呈的二人懇談，希望能留下共同為財經新聞台打拼，但二人皆表示因個人生涯規劃（出國進修及跳槽）而離職，部份有關本台節目之媒體報導內容有誤。[5]
- 2019年5月31日，東森電視公告，為擴大創造東森新聞『大編輯台』之綜效，東森財經新聞台之採訪記者、編輯、新聞主播改由東森電視新聞事業部副總經理兼東森新聞台台長孫嘉蕊督導；因東森財經新聞台台長李惠惠退休，東森電視數位媒體事業部網路新聞處、財經生活內容處、創新內容處總監沈建宏兼任東森財經新聞台台長。[6]

## 歷年頻道名稱
| 開播日期                                              | 頻道名稱          | 備註                                                             |
| ----------------------------------------------------- | ----------------- | ---------------------------------------------------------------- |
|                                                       | 力霸友聯U3頻道    | 定位為體育台，主要播映體育節目與轉播體育賽事，但也播映動畫。     |
|                                                       | UTV體育台         | 「UTV」即「友聯衛星電視台」的英文簡稱。                          |
|                                                       | UTV育樂台         |                                                                  |
| ？至1999年8月                                         | 東視育樂台        | 「東視」即「東森電視台」的早期中文簡稱。                         |
| 1999年8月至2000年10月                                 | 東森育樂台        |                                                                  |
| 2000年10月至2005年8月3日 2006年7月19日至2007年7月13日 | 東森新聞S台       |                                                                  |
| 2007年7月14日至2008年12月14日                         | ETtoday財經生活台 |                                                                  |
| 2008年12月15日至今                                    | 東森財經新聞台    | 2015年11月10日東森財經新聞台台標增加EBC，改成為EBC東森財經新聞。 |

## 現任東森財經新聞台管理層

### 管理層
| 林文淵 | 東森電視董事長     |
| 張璠   | 東森電視副董事長   |
| 徐瑞勇 | 東森電視總經理     |
| 沈建宏 | 東森新聞台副總經理 |
| 田弘正 | 東森財經新聞台台長 |

## 現任主播群

### 專任主播
| 廖廷娟 | 曾瑋   | 張予馨 | 蔡侑達 |
| 陳明樂 | 陳怡廷 | 洪珮瑜 | 葉子菁 |
| 丁士芬 |        |        |        |

### 兼職主播
| 兼職主播 | 兼職主播 | 兼職主播 | 兼職主播 | 兼職主播 |
| -------- | -------- | -------- | -------- | -------- |
| 盧亞甄   | 簡育琦   | 張可君   |          |          |

## 現任主持人
| 主持人         | 節目名稱                    |
| -------------- | --------------------------- |
| 徐俊相         | 《57爆新聞》                |
| 李兆華         | 《理財達人秀》              |
| 陳明樂、丁士芬 | 《股動錢潮》                |
| 李冠儀         | 《夢想街57號 預約你的夢想》 |
| 楊茹涵         | 《重案組》                  |
| 巫嘉芬         | 《57怪奇物語》              |
| 張印佳         | 《現代啟示錄》              |
| 張予馨         | 《57健康同學會》            |
| 張予馨         | 《台灣大代誌》              |
| 廖慶學         | 《新台灣大體驗》            |
| 陳怡廷         | 《進擊的台灣》              |
| 李家名         | 《重返時間線》              |
| 劉佩綺         | 《趨勢造夢者》              |
| 陳怡汝         | 《打卡吧！我的炫FOOD日記》  |

## 前任主播、主持人
| 男性 - 黃欽旻 - 林傑煥 - 王傳文 - 葉炅龍 - 李頂立（現任臺灣民眾黨發言人兼任文宣創意部主任） - 沈品鈞 - 楊世光 - 曾煥文（現任網路節目《我是金錢爆》主持人） - 張啟楷（現任臺灣民眾黨立法委員） - 隋安德 - 李四端（現任MOMOTV《大雲時堂》主持人、MOMOTV董事長、大雲文創董事長、銘傳大學傳播學院講師） - 謝金河（現任《今周刊》與《財訊》發行人以及財信傳媒董事長、年代新聞台《數字台灣》主持人） - 夏浩源（現任三立iNEWS主播、氣象主播、《全民i彩券》主持人、製作人） | 女性 - 戴心怡 - 陳瑩（轉任同集團東森新聞台《東森世界日報》主持人） - 張雅芳 - 張雅琴（現任年代新聞台《1800年代晚報》當家主播、《雅琴看世界》主持人、製作人） - 劉姿麟（現任華視新聞資訊台《國際線，出發！》主持人） - 陳姿利（現任三立iNEWS主播、《智富食代》主持人） - 黃斐瑜（現任TVBS《金臨天下》主持人） - 路怡珍 - 陳旻坊 - 劉盈秀 - 江敏欣 - 陳文婕 - 張珈瑄（現任三立iNEWS《iNEWS財經午報》主播、《全球新食力》主持人、三立新聞台《0800早安新鮮聞》主播） - 蔡尚樺（現任東森綜合台《全民星攻略》節目主持人） - 許晶晶（三立新聞網《晶彩大人物》主持人） - 廖盈婷（現任網路節目《Super Snow Show》主持人兼製作人） - 蕭涵（轉任同集團東森新聞台《東森夜線新聞》主播） - 劉芯彤（轉任同集團東森電視數位媒體事業部總監） - 張佳如（轉任同集團東森新聞台《Hello！台灣》主播） - 李仲祥（轉任同集團東森新聞台主播） - 房業涵（轉任同集團東森新聞台《東森假日晚間新聞》主播） - 陳斐娟（現任三立iNEWS台長、《關我什麼事》、《世界面對面》主持人） - 李佳玲（現任寰宇新聞台主播） - 王暐婷 |

## 獎項紀錄

### 電視金鐘獎
| 年份   | 獲提名             | 獎項                             | 結果 |
| ------ | ------------------ | -------------------------------- | ---- |
| 2002年 | 《台湾尚美》       | 第37屆金鐘獎文教資訊節目獎       | 提名 |
| 2002年 | 《台湾尚美》靳秀丽 | 第37屆金鐘獎文教資訊節目獎       | 提名 |
| 2002年 | 靳秀丽《台湾尚美》 | 第37屆金鐘獎文教資訊節目主持人獎 | 獲獎 |

| 年份   | 獲提名       | 獎項                       | 結果 |
| ------ | ------------ | -------------------------- | ---- |
| 2002年 | 《珍藏台湾》 | 第37屆金鐘獎文教資訊節目獎 | 提名 |
| 2002年 | 《珍藏台湾》 | 第37屆金鐘獎文教資訊節目獎 | 獲獎 |

| 年份   | 獲提名               | 獎項                           | 結果 |
| ------ | -------------------- | ------------------------------ | ---- |
| 2007年 | 《中國大體驗》       | 第42屆金鐘獎社區綜藝節目獎     | 獲獎 |
| 2007年 | 廖慶學《中國大體驗》 | 第42屆金鐘獎社區綜藝節目主持人 | 提名 |
| 2009年 | 廖慶學《中國大體驗》 | 第44屆金鐘獎綜合節目主持人獎   | 獲獎 |
| 2009年 | 《中國大體驗》       | 第44屆金鐘獎綜合節目獎         | 提名 |

## 外部連結
- 東森財經新聞台 （页面存档备份，存于）（繁體中文）
- 東森財經新聞 APP(Android版) （页面存档备份，存于）
- 東森財經新聞 APP(iPhone版) （页面存档备份，存于）
- 東森財經新聞台的Facebook專頁
- YouTube上的57東森財經新聞台頻道（繁體中文）